# Katianira setifera
Katianira setifera là một loài chân đều trong họ Katianiridae. Loài này được Kussakin miêu tả khoa học năm 1982.